# Demônios na Cultura Indígena Brasileira

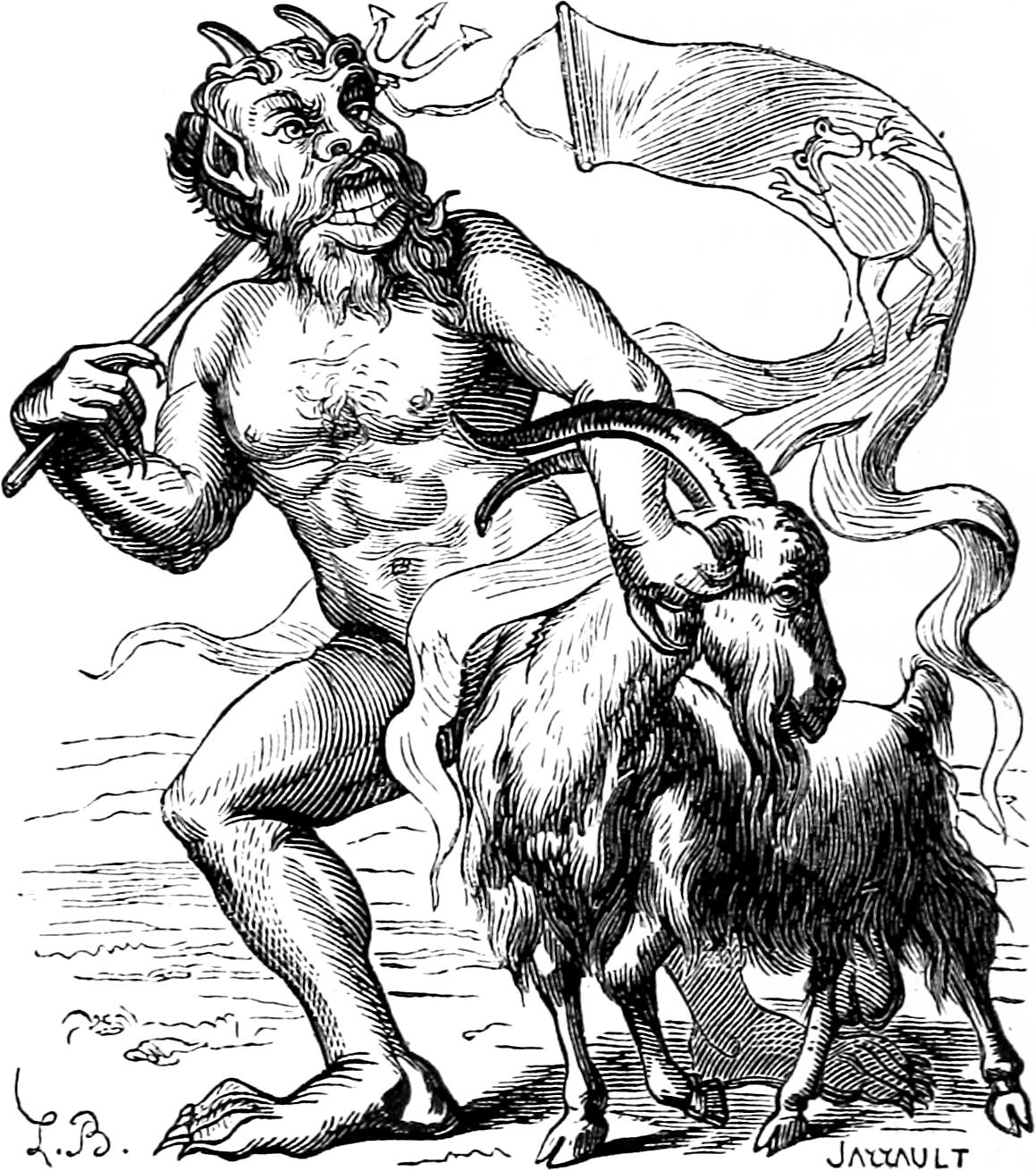
Exemplo de um demônio de cultura popular e ancestral, chamado Azazel.

Demônios na Cultura Indígena Brasileira é uma página que investiga as concepções e narrativas relativas às entidades sobrenaturais na cosmovisão dos povos indígenas do Brasil. Este artigo busca aprofundar o entendimento sobre como tais entidades são integradas à vida cotidiana, aos rituais e à identidade cultural de várias comunidades indígenas. Ao abordar as complexidades desse tema, evidencia-se que o uso do termo "demônio" advém de interpretações externas; na perspectiva indígena, porém, essas figuras assumem funções multifacetadas que transcendem a dicotomia simplista entre o bem e o mal. Elas atuam na manutenção do equilíbrio ecológico, na transmissão de saberes ancestrais e na organização dos rituais comunitários, estabelecendo uma rede complexa de relações entre o mundo natural, espiritual e social. Essa abordagem, enriquecida por milhares de anos de tradição oral e rituais sagrados, serve de base para uma compreensão profunda das dinâmicas culturais dos povos originários do Brasil.

## Cosmovisão Indígena e Entidades Sobrenaturais
Nas comunidades indígenas brasileiras, a visão de mundo é constituída de uma integração íntima entre o físico e o espiritual, onde cada elemento natural – desde uma simples folha até formações rochosas centenárias – é considerado parte de um todo vivo e consciente. Conforme expõe Guimarães (2012), a natureza não é vista como algo separado do humano, mas sim como parte de uma enorme rede interligada, em que os espíritos, ancestrais e forças naturais se comunicam e coabitam. Essa compreensão amplia-se para a percepção do tempo, da memória e das práticas rituais, onde os mitos e lendas são instrumentos de preservação desse conhecimento.
A tradição oral exerce papel primordial na transmissão desses saberes, permitindo que detalhes sobre festividades, cantos, danças e rituais sejam passados de geração em geração. Cada narrativa, ao ser recontada, carrega em si a sabedoria acumulada e a visão de mundo única que orienta a conduta dos indivíduos e da comunidade. Esse legado, imaterial e dinâmico, propicia a criação de um universo simbólico onde o sagrado se manifesta em formas diversas – manifestando desde a reverência a elementos naturais até a personificação de conceitos abstratos como o equilíbrio e a justiça.
Os rituais, que podem se estender por dias ou até meses, são momentos de intensa comunhão com o invisível. Durante essas celebrações, o espaço-tempo se transforma, permitindo que os participantes vivenciem estados alterados de consciência, nos quais se percebem as conexões entre todas as formas de vida. Esses momentos sagrados são essenciais para a manutenção do bem-estar coletivo, pois, por meio deles, é possível restabelecer vínculos desfeitos ou corrigir desarmonias que possam ter surgido no convívio diário.
A cosmovisão indígena também traz consigo uma forte dimensão ecológica. Ao reconhecer que cada ser, seja ele animado ou inanimado, possui sua própria essência vital, os povos indígenas estabelecem modos de uso dos recursos naturais que favorecem a sustentabilidade. Essa visão holística contrasta com abordagens ocidentais mais mecanicistas e fragmentadas, ressaltando a importância do equilíbrio e da reciprocidade na relação com o meio ambiente. É essa perspectiva integrada – onde o espiritual sustenta o material – que permite às comunidades preservar um conhecimento singular que tem implicações diretas para os debates atuais sobre desenvolvimento sustentável.
Em síntese, a integração entre o sagrado e o profano na cosmovisão indígena se revela como uma forma de entendimento profundo que transcende a simples categorização racional. Essa forma de ver o mundo reforça valores essenciais como o respeito, a humildade e a responsabilidade moral diante da natureza, servindo ainda de inspiração para práticas contemporâneas de conservação e de renovação dos laços comunitários.

## Principais Entidades e Seus Papéis
Esta seção explora, de maneira extensa e detalhada, as principais entidades que figuram na mitologia indígena, sublinhando os diversos papéis simbólicos, educativos e funcionais que elas desempenham nas tradições orais e cerimônias rituais das comunidades.

### Anhangá
O Anhangá é uma das figuras centrais do panteão indígena, sendo caracterizado por sua capacidade de metamorfose e por sua função dual, tanto protetora quanto punitiva. Diversos relatos o descrevem com facetas que variam de acordo com a região e o grupo cultural, podendo assumir a forma de um veado branco com olhos flamejantes – símbolo de pureza e vigilância – ou adentrar outras formas que imitam animais típicos da fauna local. Essa multiplicidade de imagens sublinha a natureza fluida e adaptável da entidade, que se molda às necessidades e contextos específicos de cada comunidade.
A lenda do Anhangá desempenha um papel pedagógico fundamental. As narrativas envolvendo sua aparição frequentemente vêm acompanhadas de advertências sobre os perigos da exploração excessiva dos recursos naturais. Ao encontrar o Anhangá, o indivíduo é convidado a uma profunda reflexão sobre seu comportamento em relação à natureza, sendo preparado para viver em harmonia com os ciclos ecológicos. Muitas vezes, o contato com essa entidade resulta em experiências místicas, como a entrada em estados alterados de consciência, onde os limites entre o visível e o invisível se desfazem, conferindo à pessoa uma percepção ampliada de sua realidade e de seu papel no mundo comunitário.
Além disso, a figura do Anhangá incorpora a dualidade intrínseca à natureza: ele é simultaneamente fonte de proteção e agente corretivo. Essa dualidade representa o equilíbrio delicado que deve ser mantido entre o respeito pela vida e a necessidade de impor limites aos abusos que deturpam a harmonia da natureza. As histórias sobre o Anhangá são, assim, um meio de reforçar valores éticos, incentivando os membros da comunidade a adotarem práticas sustentáveis e a cultivarem uma relação de respeito com o ambiente natural.
Ao longo do tempo, o mito do Anhangá foi se adaptando aos desafios impostos pelas mudanças sociais e ambientais. Essa entidade serve também como um símbolo de resistência contra a degradação dos modos tradicionais de vida, reforçando a necessidade de se resgatar e preservar os saberes ancestrais que orientaram por séculos a convivência harmônica com a natureza. Suas múltiplas dimensões – tanto morais quanto ecológicas – reforçam o caráter transformador da mitologia indígena, que segue vivo mesmo diante dos embates modernos da sociedade.

### Jurupari
O Jurupari é outra entidade de extrema importância, ocupando um espaço central nos rituais de iniciação e nos processos de transmissão dos conhecimentos sagrados. Ele é visto como o mediador entre o mundo concreto e o espiritual, representando a renovação e a continuidade dos saberes, especialmente nas cerimônias que marcam a passagem de uma etapa da vida para outra.
A presença do Jurupari nos rituais é marcante e simbólica. Durante as cerimônias de iniciação, seu papel como facilitador da comunicação entre os mundos é essencial para que os jovens iniciassem sua jornada espiritual e adquirissem a sabedoria ancestral necessária para atuar na comunidade. Ele simboliza não só a transformação individual, mas também a reestruturação social, pois a sua intervenção estabelece novas regras, valores e práticas que orientam a conduta coletiva. Essa função de “legislador espiritual” reflete a importância da tradição e a necessidade de constante renovação do conhecimento.
Relatos etnográficos destacam que a experiência com o Jurupari é frequentemente comparada a um renascimento simbólico, onde o indivíduo se reconecta com as raízes do seu povo e adquire um novo sentido de propósito e pertencimento. Esse processo de reinterpretação dos antigos mitos possibilita uma ressignificação continuação do legado cultural, tornando o encontro com Jurupari uma experiência vital que fortalece a identidade e a coesão da comunidade.
A figura de Jurupari também é entendida como um porto seguro que, mesmo diante das adversidades e das influências externas, garante a preservação dos valores tradicionais. Em contextos onde a cultura indígena enfrenta riscos de assimilação ou esquecimento, os rituais associados a esta entidade tornam-se momentos estratégicos de resistência, nos quais o saber antigo é reafirmado e repassado, criando um elo inquebrável entre passado, presente e futuro.

### Mapinguari e Outras Entidades
O Mapinguari é uma das entidades mais enigmáticas dos mitos indígenas, possuindo características híbridas que o situam na fronteira entre o real e o imaginário. Comumente descrito como um ser imponente e, por vezes, monstruoso, o Mapinguari desempenha a função de delimitar os espaços da floresta, servindo como um marcador simbólico dos limites da esfera sagrada.
As lendas que envolvem o Mapinguari são ricas em simbolismo e variam significativamente entre as diferentes etnias. Em alguns relatos, ele é considerado um guardião que protege a integridade dos ambientes naturais e avisa os que ousam desrespeitar os ciclos ecológicos. Em outros, sua presença é assumida como um presságio de desequilíbrios que podem vir a afetar toda a comunidade se os preceitos tradicionais não forem respeitados. Essa ambiguidade faz com que o Mapinguari seja interpretado tanto como um agente punitivo quanto como um defensor dos valores espirituais e ambientais.
Além do Mapinguari, outras entidades – muitas vezes menos conhecidas – compõem este universo mítico e contribuem para a riqueza narrativa dos mitos indígenas. Cada uma dessas figuras possui funções bem definidas que se inter-relacionam e, coletivamente, formam um complexo sistema simbólico que orquestra a vida comunitária. A preservação e a transmissão desses mitos, através de rituais e contações orais, são essenciais para a continuidade dos conhecimentos que orientam tanto as práticas sociais quanto as relações com a natureza.
Essas entidades, além de seu valor cultural, têm sido objeto de estudo em diversas áreas do conhecimento, pois revelam aspectos profundos da relação dos povos indígenas com o meio ambiente e com o transcendente. Sua análise não só contribui para o entendimento da diversidade cultural brasileira, mas também oferece lições valiosas sobre a importância da convivência harmoniosa entre os seres vivos e os recursos naturais.

## Sincretismo e Impacto do Contato Cultural
A chegada dos colonizadores europeus, acompanhada da imposição do cristianismo, desencadeou um processo de sincretismo cultural de grandes proporções nas sociedades indígenas. Conforme analisado por Reis (2010), esse encontro de cosmovisões provocou transformações profundas, nas quais elementos do sistema de crenças indígena foram reinterpretados e mesclados com os símbolos e dogmas cristãos. Esse processo, que à primeira vista pode ser visto como uma imposição externa, acabou por revelar a intensa capacidade de adaptação dos povos indígenas, que lhes permitiu resgatar e reinventar seus rituais.
O sincretismo, nesse contexto, não significa apenas a fusão de símbolos díspares, mas a criação de um novo arcabouço religioso e cultural onde ambas as tradições se entrelaçam. Ritos de passagem, festas e celebrações passaram a incorporar elementos do sagrado cristão sem, contudo, abandonar os fundamentos espirituais originários. Dessa forma, os indígenas conseguiram transformar as imposições coloniais em oportunidades para reafirmar sua identidade, estabelecendo uma espécie de “diálogo de culturas” em que o antigo e o novo coexistem de forma complementar.
Essa dinâmica sincrética se manifesta em práticas cotidianas, desde a adoção de santos como protetores simbólicos até a incorporação de preceitos cristãos na organização dos ritos tradicionais. Em diversas comunidades, as celebrações sincréticas tornaram-se momentos de resistência e renovação, onde práticas ancestrais eram reestruturadas de forma a dialogar com as novas realidades impostas pelo encontro cultural. Essa adaptabilidade evidencia, ainda, a profundidade dos conhecimentos indígenas, que suportam transformações sem perder sua essência.
A influência do contato cultural ultrapassa os limites dos rituais e se estende à organização social dos povos indígenas. A reinterpretação dos saberes e a integração dos elementos externos possibilitaram a continuidade dos costumes, mesmo diante de uma intensa pressão colonial. Essa resiliência cultural é um testemunho da capacidade dos povos indígenas de transformar crises em oportunidades, contribuindo para a formação de uma identidade híbrida que reforça os vínculos com o passado ao mesmo tempo em que se abre para o futuro.

## Legado e Relevância Contemporânea
O legado das tradições orais, dos mitos e dos saberes ancestrais dos povos indígenas transcende o âmbito cultural e emana influência em diversas esferas contemporâneas, especialmente na discussão sobre sustentabilidade e gestão dos recursos naturais. Estudos do Iepé (2020) demonstram que os conhecimentos tradicionais de manejo ambiental e o profundo respeito pela biodiversidade presente nos mitos indígenas oferecem alternativas inovadoras para as práticas modernas de conservação. Esses saberes, que foram desenvolvidos por meio de uma relação de longa data com a natureza, revelam-se fundamentais para a construção de políticas públicas e estratégias de desenvolvimento sustentável.
Na contemporaneidade, o resgate dessas tradições tem gerado debates intensos em âmbito acadêmico e político. A redescoberta dos mitos indígenas, bem como a valorização das práticas sustentáveis e dos rituais comunitários, tem inspirado diversas iniciativas de preservação cultural e ambiental. Universidades, ONGs e órgãos governamentais vêm promovendo estudos interdisciplinares que buscam integrar o conhecimento indígena no desenvolvimento de modelos ecológicos e na implementação de projetos de inclusão social e respeito à diversidade cultural.
Além disso, essas tradições desempenham um papel crucial na manutenção da identidade e na coesão social das comunidades indígenas, servindo como alicerce para a transmissão de valores éticos, morais e ecológicos. O reconhecimento do patrimônio cultural imaterial fortalece a luta pelos direitos indígenas, contribuindo para a preservação de territórios e para a resistência contra a homogeneização cultural imposta por processos de globalização.
O legado mitológico indígena também tem repercussão no campo das artes, da literatura e da mídia, onde as narrativas ancestrais são reinterpretadas e reinventadas para dialogar com um público mais amplo. Esse intercâmbio cultural enriquece o debate sobre a identidade nacional e oferece novas perspectivas sobre a relação entre homem e natureza, evidenciando que os ensinamentos dos povos originários apresentam soluções e inspirações que podem ser aplicadas a diversos desafios do mundo moderno.

## Conclusão
A análise aprofundada das entidades – muitas vezes referidas externamente como “demônios” – na cultura indígena brasileira revela um universo simbólico complexo que ultrapassa as categorias simplistas de bem versus mal. Entidades como Anhangá, Jurupari e Mapinguari emergem não somente como personagens dos mitos, mas como elementos estruturadores de uma cosmovisão que integra o sagrado, o natural e o social. Cada uma dessas figuras, estudada com base em fontes confiáveis e etnográficas, representa dimensões essenciais da identidade, da sabedoria e da resiliência dos povos indígenas.
Essa riqueza mitológica, fruto de processados históricos, rituais e tradições orais, reafirma a importância de se preservar os saberes ancestrais e de se valorizar o papel vital que estes desempenham na organização social e ambiental. Ao compreender e respeitar essa complexa rede de significados, consegue-se fomentar práticas de sustentabilidade, promover a proteção dos territórios e incentivar a continuidade de uma cultura que, apesar das adversidades, permanece viva e adaptável.
Em última análise, o estudo aprofundado dessa mitologia não é apenas uma janela para o passado dos povos indígenas, mas um convite para repensar as relações entre o ser humano e a natureza, inspirando a construção de um futuro baseado na harmonia, na diversidade e na sabedoria ancestral.

## Leituras Adicionais
- [Instituto Socioambiental – Mitologias Vivas](https://www.socioambiental.org/noticias/mitologias-vivas)
- [Instituto do Patrimônio Histórico e Artístico Nacional (IPHAN) – Legado Cultural Indígena](http://portal.iphan.gov.br/noticias/detalhes/4616/legado-cultural-indigena-um-patrimonio-brasileiro)
- Artigos acadêmicos disponíveis em bases como SciELO e JSTOR.